# Karl Winter (Politiker, 1897)
Karl Winter (* 15. Dezember 1897 in Chemnitz; † 31. Dezember 1971 in Dresden) war ein deutscher Politiker (KPD/SED) und Widerstandskämpfer gegen das NS-Regime. Er war von 1948 bis 1952 Abgeordneter des Sächsischen Landtags.

## Leben
Winter, Sohn eines Lackierers und einer Textilarbeiterin, erlernte den Beruf des Schlossers und Metallarbeiters. Im Jahr 1913 wurde er Mitglied des Deutschen Metallarbeiter-Verbandes. Er war Soldat im Ersten Weltkrieg.
Im Jahr 1919 wurde er Mitglied der Sozialdemokratischen Partei Deutschlands (SPD). Er diente zwei Monate beim Grenzschutz und arbeitete dann bis 1928 als Metallarbeiter in Chemnitz. 1921 trat er aus der SPD aus und wurde 1922 Mitglied der Kommunistischen Partei Deutschlands (KPD). Ab 1926 gehörte Winter als Orgleiter der KPD-Bezirksleitung Erzgebirge-Vogtland an. Im Juni 1929 wurde er auf dem XII. Weddinger Parteitag in das Zentralkomitee der KPD gewählt. Ein Jahr später wurde er Stadtverordneter in Chemnitz und Ende 1931 Vorsitzender des Ortskomitees Chemnitz der Revolutionären Gewerkschafts-Opposition (RGO).
Nach der „Machtergreifung“ der Nationalsozialisten war er ab Februar 1933 illegaler RGO-Instrukteur in Sachsen. Er wurde im November 1933 in Leipzig festgenommen und im August 1934 vom Oberlandesgericht Dresden zu zweieinhalb Jahren Zuchthaus verurteilt, die er in den Zuchthäusern Waldheim und Zwickau und zuletzt im KZ Sachsenburg verbüßte. Nach seiner Freilassung arbeitete er wieder als Metallarbeiter in Chemnitz und hatte Kontakte zu Widerstandsgruppen. 1938 bildete Winter zusammen mit Albert Hähnel und Max Müller in Chemnitz eine Leitung, um die Widerstandsaktivitäten der KPD zu koordinieren. Sie standen mit Ernst Enge und anderen kommunistischen Funktionären aus verschiedenen Chemnitzer Betrieben und Wohngebieten zeitweilig in direktem Kontakt. Am 22. August 1944 wurde Winter erneut verhaftet und kam in das KZ Sachsenhausen. Am 12. April 1945 begannen die Verhandlungen gegen die Winter, Willy Neubert, Max Müller, Lisbeth Epperlein und andere in einem der letzten Prozesse vor dem „Volksgerichtshof“. Ihnen wurde vorgeworfen, „Ostarbeiter“ und sowjetische Kriegsgefangene unterstützt, Gelder für verbotene Zwecke gesammelt, ausländische Sender abgehört und deren Informationen weitergegeben sowie das Abhören solcher Sender in ihren Wohnungen ermöglicht zu haben. Sie wurden des Hochverrats und der Feindbegünstigung angeklagt. Bereits am Folgetag, dem 13. April 1945, wurde Winter in Waldheim zu drei Jahren Zuchthaus verurteilt.
Nach der Befreiung aus dem Zuchthaus durch die Rote Armee am 6. Mai 1945 wurde Winter im selben Monat Sekretär des Antifa-Komitees in Chemnitz und nach der Neugründung der KPD Politischer Sekretär (Vorsitzender) des KPD-Unterbezirks Chemnitz. Von April 1946 bis Dezember 1949 gehörte Winter dem Sekretariat des SED-Landesvorstandes Sachsen als Sekretär für Wirtschaftspolitik an. 1948 wurde er Mitglied der Deutschen Wirtschaftskommission. Am 30. September 1948 kam er als Nachrücker für den nach Berlin berufenen Robert Bialek in den Sächsischen Landtag und gehörte ihm bis zur Auflösung im Juli 1952 an. Von Januar 1950 bis Juli 1952 leitete er die Landeskommission für Staatliche Kontrolle in Sachsen und war ab August 1952 – nach der Bildung der Bezirke in der DDR – Bevollmächtigter der Zentralen Kommission für Staatliche Kontrolle im Bezirk Dresden. Gleichzeitig war er von 1952 bis 1971 Mitglied der SED-Bezirksleitung und Abgeordneter des Bezirkstages Dresden.

## Auszeichnungen und Ehrungen
- 6. Mai 1955 Vaterländischer Verdienstorden in Silber
- 1957 Orden „Banner der Arbeit“
- 1965 Vaterländischer Verdienstorden in Gold
- 1968 Karl-Marx-Orden
- Zu DDR-Zeiten erhielten eine Lockwitzer Oberschule und eine Straße in Chemnitz-Helbersdorf den Namen „Karl Winter“. Sie wurden nach 1990 wieder umbenannt.